# 尹開勳
尹开勳（1810年—？），字素书，号竹民，山东沂州府兰山县人。道光十七年丁酉科拔贡，二十三年癸卯科举人，二十四年甲辰科进士。由刑部主事官山西直隶州知州、福建福州府知府。